# Limosina divergens
Limosina divergens är en tvåvingeart som beskrevs av Papp 1973. Limosina divergens ingår i släktet Limosina och familjen hoppflugor. Inga underarter finns listade i Catalogue of Life.